# Halimin put
Halimin put é um filme de drama croata de 2012 dirigido e escrito por Arsen Anton Ostojić. Foi selecionado como representante da Croácia à edição do Oscar 2014, organizada pela Academia de Artes e Ciências Cinematográficas.

## Elenco
- Alma Prica - Halima
- Olga Pakalović - Safija
- Mijo Jurišić - Slavomir
- Izudin Bajrović - Salko
- Miraj Grbić - Mustafa
- Mustafa Nadarević - Avdo
- Emina Muftić - Nevzeta